# Leónidas I
Leónidas I (português europeu) ou Leônidas I (português brasileiro) (em grego clássico: Λεωνίδας – trad.: “Filho de Leão" ou "Similar a Leão”, Leōnídas; Esparta, 540 a.C. — Termópilas, 480 a.C.) foi rei e general da cidade grega de Esparta. Ele era filho do rei Anaxândrides II e o 17º rei da dinastia Ágida, uma casa real espartana que alegava descendência do semideus mítico Héracles. Leônidas ascendeu ao trono por volta de 489 a.C., sucedendo seu meio-irmão, o rei Cleômenes I. Ele governou conjuntamente com o rei Leotíquides até sua morte em 480 a.C., sendo sucedido por seu filho, Plistarco.
Na Segunda Guerra Greco-Persa, Leônidas liderou as forças aliadas gregas em uma última resistência na Batalha das Termópilas (480 a.C.), tentando defender o estreito contra o exército persa invasor, e foi morto no início do terceiro e último dia da batalha. Leônidas entrou para o mito como herói e líder dos 300 espartanos que morreram em combate nas Termópilas. Embora os gregos tenham perdido essa batalha, conseguiram expulsar os invasores persas no ano seguinte.

## Origens

### Família

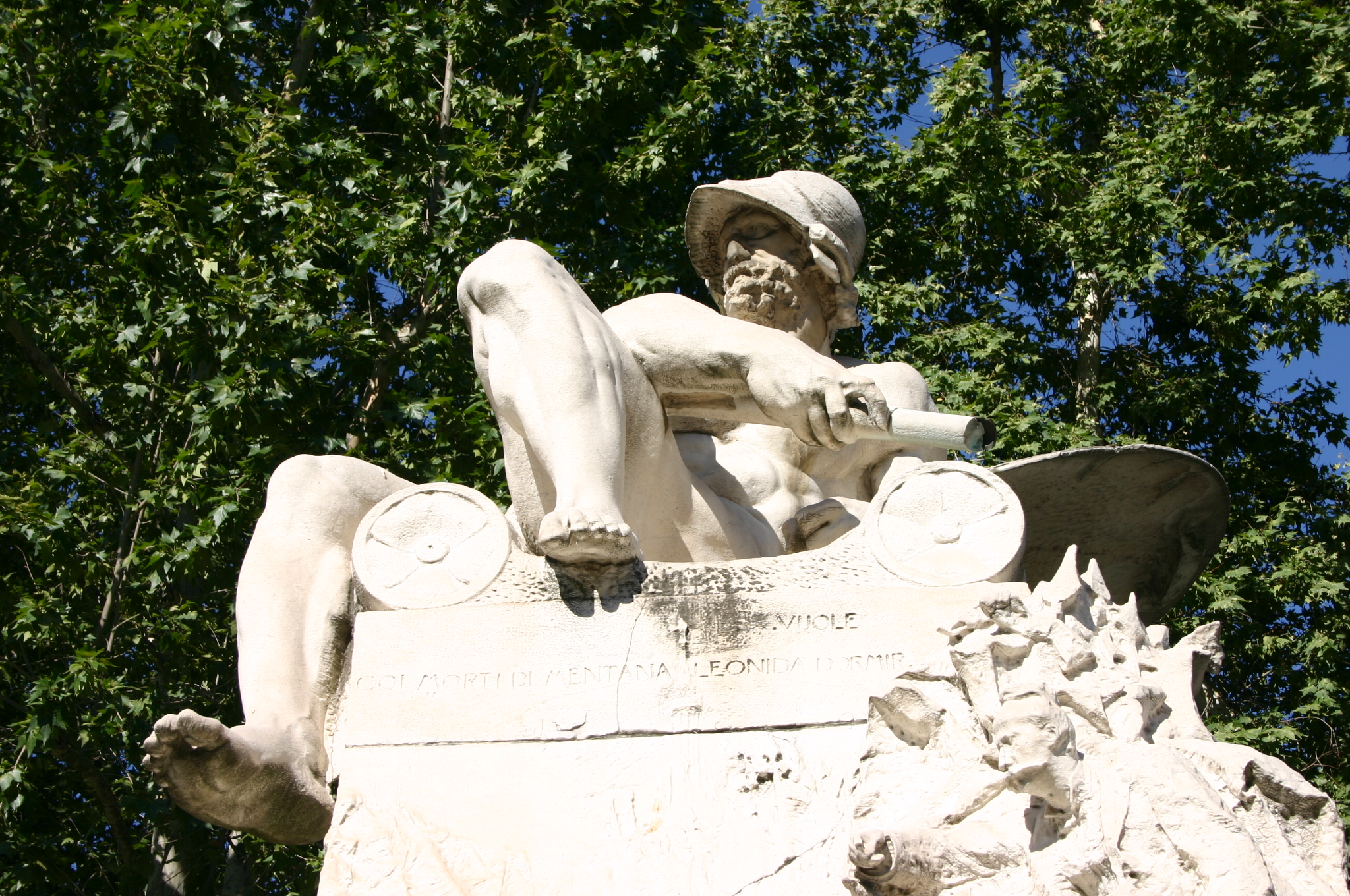
Monumento dedicado a Leônidas por Ernesto Bazzaro em 1906.

Segundo Heródoto, seu pai, Anaxândrides II, filho de Leão,  foi o único espartano bígamo. Uma vez que a sua mulher, filha de sua irmã,  era estéril, os éforos exigiram que ele se separasse dela e arrumasse outra mulher, mas ele se recusou, aceitando ter uma segunda mulher, filha de Primetades, filho de Demarmenos. Desta segunda união nasceu Cleômenes I, e, depois disso, a primeira mulher teve os filhos Dorieu, Leônidas  e Cleômbroto. Leônidas e Cleômbroto, possivelmente, eram gêmeos.

## Reinado
Leónidas ocupou o trono entre 491 a.C. e 480 a.C. como sucessor de seu irmão Cleómenes I, cuja filha Gorgo se tornou sua esposa em 488 a.C., e foi sucedido por seu filho Plistarco.

### Termópilas
Uma de suas ações mais importantes se deu por ocasião da invasão da Grécia pelos persas, em 481 a.C.. Defendendo o desfiladeiro das Termópilas, que une a Tessália à Beócia, Leónidas e uma tropa de aproximadamente 7000 homens, sendo que apenas 300 eram espartanos, conseguiram repelir os ataques iniciais. Porém, Xerxes I, rei da Pérsia, foi auxiliado por um pastor local (Efialtes) que o conduziu por um caminho que contornava o desfiladeiro, e pôde cercar o exército de Leónidas. Restavam apenas 300 espartanos e pouco mais de 1000 soldados tespienses e tebanos, que decidiram resistir até a morte.
Ao receber um pedido das forças confederadas para ajudar na defesa de Grécia contra a invasão persa, Esparta consultou o Oráculo de Delfos. O Oráculo teria feito a seguinte profecia em verso:
Ouçam seu destino, ó moradores de Esparta,

Ou a sua famosa e grande cidade deve ser saqueada pelos filhos de Perseus,

Ou, se isso não pode ser, toda a terra da Lacônia,

Irá lamentar a morte de um rei da casa de Hércules,

Pois nem a força de leões e touros irá segurá-lo,

Força contra força, pois ele tem o poder de Zeus,

E não terminará até que um dos dois seja consumido.
Segundo Pausânias, Xerxes ameaçou a insignificante defesa grega dizendo: "Minhas flechas serão tão numerosas que obscurecerão a luz do Sol". Leónidas respondeu: "Tanto melhor, combateremos à sombra!" (Heródoto, que narra o desastre das Termópilas no seu Livro VII, reporta esta afirmação, não a Leónidas, mas Dieneces). Leônidas sabia da traição de Efialtes. Manteve os espartanos, que durante três dias mataram 20 mil persas, e dispensou o restante do exército. Para aqueles que ficaram, ele disse: "Almocem comigo aqui, e jantem com Hades". Leônidas sabia que sua morte era certa, mas resolveu ficar e morrer lutando. Por dois motivos: o primeiro, é que nenhum espartano foge à luta e retorna para casa. Conforme sua própria filosofia, ou voltam vitoriosos, ou mortos em cima de seus escudos. E em segundo lugar, se ele fugisse, o restante da Grécia também fugiria.

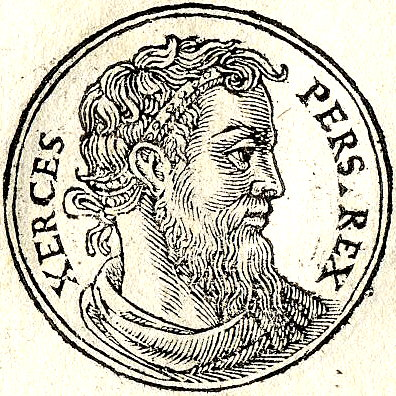
Xerxes I, oponente principal de Leónidas

No final, já cercado por seus inimigos, o rei Xerxes dá uma ordem a Leónidas: "Deponham suas armas e se entreguem". Leónidas responde apenas: "Venham pegá-las". São as últimas palavras do rei espartano. Atacados por todos os lados, foram massacrados sem piedade. A cabeça de Leônidas foi cortada e empalada e o seu corpo, crucificado.
Assim que venceram nas Termópilas os persas invadiram Atenas, e em um mês houve a batalha marítima de Salamina. Quando resolveram voltar, os espartanos restantes formaram o corpo principal do exército grego. Havia "três persas para cada grego", e no final da guerra os persas foram derrotados e expulsos da Grécia.

### Exércitos
Houve uma grande desproporção entre os exércitos de Leónidas I e de Xerxes I. De um lado, Xerxes, com cerca de 200 000 soldados; do outro, Leónidas com algo entre 7000 e 9000 homens. Desses, apenas 300 oriundos de Esparta (o próprio rei Leónidas, que tomou parte ativamente no combate, e 300 soldados da sua guarda pessoal).
Naquele momento os espartanos festejavam a Carnéia — festival em honra ao deus Apolo, durante o qual não se podia lutar —, enquanto boa parte do restante da Grécia vivia os Jogos Olímpicos — outra celebração que, por motivos religiosos, impedia o combate. Leónidas deparou-se com o duro dilema de como conseguir guerreiros para lutar contra os Persas, dadas as condições. Não poderia desrespeitar as confraternizações - que cessavam momentaneamente os combates - no entanto, não se daria ao luxo de esperar que o exército invasor avançasse incólume pelo território grego. Foi aí que o "Leão de Esparta" (como também era conhecido), resolveu partir de encontro às forças invasoras com nada mais que sua guarda pessoal de 300 homens. No caminho, Leónidas reuniu entre 7000 a 9000 homens de povos e aldeias amigas para enfrentar os persas sob o comando de Xerxes I.

### Leónidas na cultura Popular

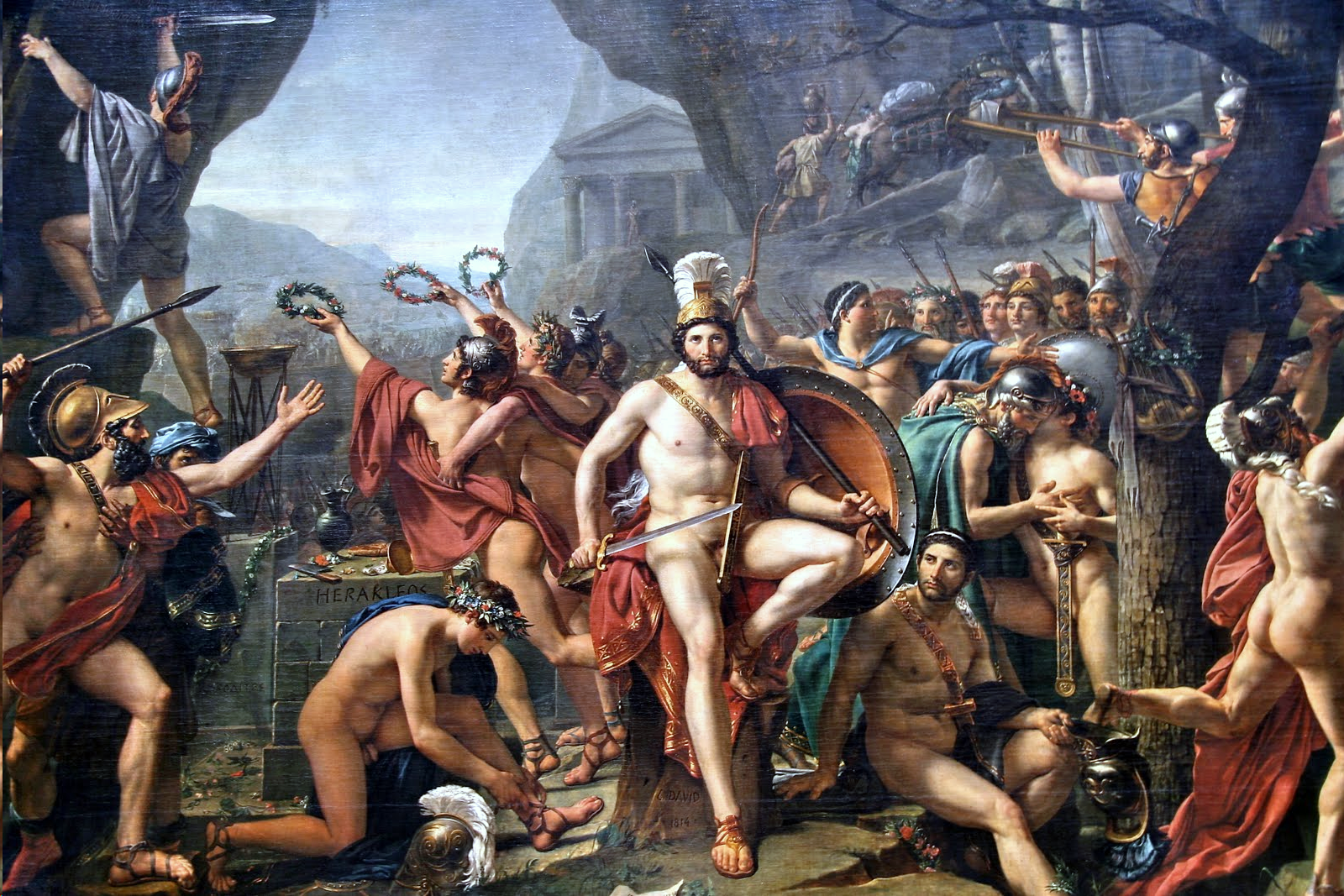
Leónidas nas Termópilas, por Jacques-Louis David (óleo sobre tela, 1814. Museu do Louvre, Paris)

- A história em quadrinhos 300, de Frank Miller, retrata os eventos de Termópilas de forma fantasiosa (O filme "300" é baseado nela).
- Leônidas é um personagem do jogo eletrônico Assassin's Creed Odyssey, e antepassado do personagem principal.
- The 300 spartans, onde é vivido pelo ator Richard Egan.
- 300, onde é vivido pelo ator Gerard Butler.

## Genealogia
|        |        |        |        | Primeira esposa | Primeira esposa | Primeira esposa | Primeira esposa | Primeira esposa | Primeira esposa |          |          | Anaxândrides II | Anaxândrides II | Anaxândrides II | Anaxândrides II | Anaxândrides II | Anaxândrides II |            |            |            |            |  |  |  |  |             |       |       |       |       |       | Segunda esposa | Segunda esposa | Segunda esposa | Segunda esposa | Segunda esposa | Segunda esposa |  |  |  |  |  |  |  |  |  |  |  |  |  |  |  |  |  |  |  |  |  |  |  |  |  |  |
|        |        |        |        | Primeira esposa | Primeira esposa | Primeira esposa | Primeira esposa | Primeira esposa | Primeira esposa |          |          | Anaxândrides II | Anaxândrides II | Anaxândrides II | Anaxândrides II | Anaxândrides II | Anaxândrides II |            |            |            |            |  |  |  |  |             |       |       |       |       |       | Segunda esposa | Segunda esposa | Segunda esposa | Segunda esposa | Segunda esposa | Segunda esposa |  |  |  |  |  |  |  |  |  |  |  |  |  |  |  |  |  |  |  |  |  |  |  |  |  |  |
|        |        |        |        |                 |                 |                 |                 |                 |                 |          |          |                 |                 |                 |                 |                 |                 |            |            |            |            |  |  |  |  |             |       |       |       |       |       |                |                |                |                |                |                |  |  |  |  |  |  |  |  |  |  |  |  |  |  |  |  |  |  |  |  |  |  |  |  |  |  |
|        |        |        |        |                 |                 |                 |                 |                 |                 |          |          |                 |                 |                 |                 |                 |                 |            |            |            |            |  |  |  |  |             |       |       |       |       |       |                |                |                |                |                |                |  |  |  |  |  |  |  |  |  |  |  |  |  |  |  |  |  |  |  |  |  |  |  |  |  |  |
|        |        |        |        |                 |                 |                 |                 |                 |                 |          |          |                 |                 |                 |                 |                 |                 |            |            |            |            |  |  |  |  | Cleômenes I |       |       |       |       |       |                |                |                |                |                |                |  |  |  |  |  |  |  |  |  |  |  |  |  |  |  |  |  |  |  |  |  |  |  |  |  |  |
|        |        |        |        |                 |                 |                 |                 |                 |                 |          |          |                 |                 |                 |                 |                 |                 |            |            |            |            |  |  |  |  |             |       |       |       |       |       |                |                |                |                |                |                |  |  |  |  |  |  |  |  |  |  |  |  |  |  |  |  |  |  |  |  |  |  |  |  |  |  |
| Dorieu | Dorieu | Dorieu | Dorieu | Dorieu          | Dorieu          |                 |                 | Leónidas        | Leónidas        | Leónidas | Leónidas | Leónidas        | Leónidas        |                 |                 | Cleômbroto      | Cleômbroto      | Cleômbroto | Cleômbroto | Cleômbroto | Cleômbroto |  |  |  |  | Gorgo       | Gorgo | Gorgo | Gorgo | Gorgo | Gorgo |                |                |                |                |                |                |  |  |  |  |  |  |  |  |  |  |  |  |  |  |  |  |  |  |  |  |  |  |  |  |  |  |
| Dorieu | Dorieu | Dorieu | Dorieu | Dorieu          | Dorieu          |                 |                 | Leónidas        | Leónidas        | Leónidas | Leónidas | Leónidas        | Leónidas        |                 |                 | Cleômbroto      | Cleômbroto      | Cleômbroto | Cleômbroto | Cleômbroto | Cleômbroto |  |  |  |  | Gorgo       | Gorgo | Gorgo | Gorgo | Gorgo | Gorgo |                |                |                |                |                |                |  |  |  |  |  |  |  |  |  |  |  |  |  |  |  |  |  |  |  |  |  |  |  |  |  |  |
|        |        |        |        |                 |                 |                 |                 |                 |                 |          |          |                 |                 |                 |                 |                 |                 |            |            |            |            |  |  |  |  |             |       |       |       |       |       |                |                |                |                |                |                |  |  |  |  |  |  |  |  |  |  |  |  |  |  |  |  |  |  |  |  |  |  |  |  |  |  |
|        |        |        |        |                 |                 |                 |                 |                 |                 |          |          | Plistarco       |                 |                 |                 |                 |                 |            |            |            |            |  |  |  |  |             |       |       |       |       |       |                |                |                |                |                |                |  |  |  |  |  |  |  |  |  |  |  |  |  |  |  |  |  |  |  |  |  |  |  |  |  |  |